# Draaitabel
Een draaitabel (Engels: pivot table) is een soort tabel die datalijsten in spreadsheets zoals Microsoft Excel, LibreOffice Calc, OpenOffice.org Calc, Google Docs en Lotus 1-2-3 op een dynamische manier kan samenvatten, rangschikken, groeperen en bewerken. Een draaitabel kan onder andere automatisch data optellen die ze uit een andere datatabel haalt, of gemiddelden trekken uit deze data, op de niveaus die aanwezig zijn in de datakolommen in de oorspronkelijke databron (bv. klant, product, periode, regio). De gebruiker kan de inhoud van de draaitabel veranderen door er datavelden naar te slepen en neer te zetten. Draaitabellen worden vaak gebruikt om data te analyseren en te presenteren, bijvoorbeeld van verkoopstaten.